# نايف بكري
نايف محمد بكري، لاعب كرة قدم سعودي، يلعب في الوسط في نادي الأنوار.

## مسيرة اللاعب
لعب في النادي الأهلي ونادي الأنوار.